# Alexander Moritz Frey
Alexander Moritz August Theodor Frey (Monaco di Baviera, 29 marzo 1881 – Zurigo, 24 gennaio 1957) è stato uno scrittore tedesco.

## Biografia
Di formazione medica, servì nel 16º reggimento di fanteria bavarese durante la prima guerra mondiale assieme ad Adolf Hitler. Negli anni '30 raggiunse il successo nella letteratura di finzione e collaborò a lungo con la rivista bavarese Simplicissimus. Tra i suoi romanzi di guerra si cita Die Pflasterkästen. Ein Feldsanitätsroman (1929), un romanzo sui presidi bellici di primo soccorso.
Tra i principali critici del Führer, fu preso di mira dalle Sturmabteilung (SA) e quindi fu costretto a esiliare, dapprima in Austria, poi nel 1938 a Basilea. Intrattenne una folta corrispondenza con Thomas Mann. Dopo la sua morte venne rinvenuto nell'archivio di Marbach am Neckar un manoscritto inedito intitolato Il privato sconosciuto. Memorie personali di Hitler.

## Opere
- Dunkle Gänge (1913, storie)
- Solneman der Unsichthare (1918, romanzo)
- Kastan und die Dirnen (1918, romanzo)

### Racconti satirici
- Spuk des Alltgas (1920)
- Sprünge (1922)
- Der unheimliche Abend (1923)
- Phantastische Orgie (1924)
- Phantome (1925)
- Robinsonade zu zwölft (1925, romanzo)
- Das abenteuerliche Dasein (1930, romanzo)
- Hölle und Himmel (1945, romanzo)
- Kleine Menagerie (1955)
- Verteufeltes Theater (1957, romanzo)